# The Missing Bridegroom
The Missing Bridegroom è un cortometraggio muto del 1910. Il nome del regista non viene riportato nei titoli. Fu il debutto cinematografico di Pearl White, che iniziò con questo film la sua collaborazione con la Powers Picture Plays. La compagnia era stata fondata dall'irlandese Pat Powers, che aveva prodotto nel 1909 A Pirate of Turkey, il primo film della neonata casa di produzione.

## Trama
Quando Clarice accetta di sposare George Stamford, provoca la gelosia di Robert che non riesce ad accettare la sconfitta. Il piano dell'uomo è quello di rapire il suo rivale il giorno delle nozze e di tenerlo prigioniero in una vecchia casa in disuso. La sparizione di George, che tutti credono abbia abbandonato Clarice sull'altare, suscita riprovazione e la ragazza, ben presto, accetta le attenzioni di Robert. Passano alcuni mesi e George non è mai riapparso. L'uomo, infatti, è ancora tenuto prigioniero da Robert, che ne ha affidato la custodia al suo valletto, complice di quel piano criminoso. Dopo lunghi sforzi, un giorno George riesce a fuggire. Lacero e sporco, si presenta a casa di Clarice, scoprendo che la ragazza sta per sposare il suo rivale. L'irruzione in chiesa di quella specie di vagabondo lurido che vaneggia frasi incoerenti non depone a suo favore. Ma, poco a poco, la verità si fa strada quando lui riesce a raccontare quello che gli è capitato. Un poliziotto prende in consegna lo sposo colpevole del rapimento e George è riunito alla sua Clarice.

## Produzione
Il film fu prodotto nel 1910 dalla Powers Picture Plays.

## Distribuzione
Distribuito dalla Motion Picture Distributors and Sales Company, il film - un cortometraggio in una bobina - uscì nelle sale degli Stati Uniti il 26 luglio 1910.